# Cambarus zophonastes
Cambarus zophonastes är en kräftdjursart som beskrevs av Hobbs och Bedinger 1964. Cambarus zophonastes ingår i släktet Cambarus och familjen Cambaridae. IUCN kategoriserar arten globalt som akut hotad. Inga underarter finns listade i Catalogue of Life.